# Flik 23
A Fliegerkompanie 23 (rövidítve Flik 23, magyarul 23. repülőszázad) az osztrák-magyar légierő egyik repülőszázada volt.

## Története
A századot 1916 elején hozták létre és a kiképzés után március 1-én Fischamendből az olasz frontra küldték, ahol Prosecco repterén volt a bázisa. Május 15-től a század Gardolóból felszállva részt vett az osztrák-magyar büntetőtámadásban, majd 1916 októberében visszakerült Proseccóba. A légierőt 1917 júliusában átszervezték és a század hadosztályfelderítői feladatot kapott (Divisions-Kompanie, Flik 23D); egyúttal átirányították Divacciába. 1917. október 24-től az 1. Isonzó-hadsereg részeként részt vett a 12. isonzói csatában, a 10. hadsereg alárendeltségben pedig a második piavei csatában 1918 júniusában. 1918 szeptemberében az újabb átszervezéskor hadtesthez rendelt repülőszázad (Korps-Kompanie, Flik 23K) lett.
A háború után a teljes osztrák légierővel együtt felszámolták.  

## Századparancsnokok
- Kammerer Andor százados
- Heinrich Kostrba százados
- gróf Wilhelm Kolowrat-Kalowski-Lebstein lovassági százados
- Maximilian Bondy főhadnagy

## Ászpilóták
| Név              | A században szerzett győzelem |
| ---------------- | ----------------------------- |
| Macourek Béla    | 1                             |
| Frint János      | 5                             |
| Heinrich Kostrba | 6                             |

## Századjelzések
A századjelvény félkör alakú rézszalag volt, amelynek felső részén ezüstszínű FL 23 felirat, alsó részén pedig vízszintes állású, kéttollú, réz légcsavar volt látható.   

## Repülőgépek
- Lloyd C.III
- Hansa-Brandenburg C.I
- Hansa-Brandenburg D.I
- Aviatik C.I